# Con te (Alberto Fortis)
Con te è un extended play di Alberto Fortis, pubblicato nel 2016 dalla Sony Music.

## Tracce
Testi e musiche di Alberto Fortis
1. Con Te
2. Tu Lo Sai  - New Version (Feat Zenîma)
3. Infinità Infinita - New Version
4. Do l'Anima - New Version
5. Aldilà ( a Francesco ) - New Version